# Begonia scottii
Begonia scottii là một loài thực vật có hoa trong họ Thu hải đường. Loài này được Tebbitt mô tả khoa học đầu tiên năm 2005.